# Дот-Лейк-Вілледж (Аляска)
Дот-Лейк-Вілледж (англ. Dot Lake Village) — переписна місцевість (CDP) в США, в окрузі Саутіст-Фейрбенкс штату Аляска. Населення — 23 особи (2020).

## Географія
Дот-Лейк-Вілледж розташований за координатами 63°39′44″ пн. ш. 144°0′58″ зх. д. / 63.66222° пн. ш. 144.01611° зх. д. (63.662262, -144.016014).  За даними Бюро перепису населення США в 2010 році переписна місцевість мала площу 11,05 км², уся площа — суходіл.

## Демографія
Згідно з переписом 2010 року, у переписній місцевості мешкали 62 особи в 19 домогосподарствах у складі 15 родин. Густота населення становила 6 осіб/км².  Було 28 помешкань (3/км²).
Расовий склад населення:
| - 82,3 % — корінних американців - 8,1 % — білих |

До двох чи більше рас належало 9,7 %. Частка іспаномовних становила 0,0 % від усіх жителів.
За віковим діапазоном населення розподілялося таким чином: 43,5 % — особи молодші 18 років, 50,0 % — особи у віці 18—64 років, 6,5 % — особи у віці 65 років та старші. Медіана віку мешканця становила 28,0 року. На 100 осіб жіночої статі у переписній місцевості припадало 121,4 чоловіків;  на 100 жінок у віці від 18 років та старших — 118,8 чоловіків також старших 18 років.
Середній дохід на одне домашнє господарство  становив 34 671 долар США (медіана — 20 625), а середній дохід на одну сім'ю — 44 350 доларів (медіана — 28 750). За межею бідності перебувало 25,9 % осіб, у тому числі 15,4 % дітей у віці до 18 років та 14,3 % осіб у віці 65 років та старших.
Цивільне працевлаштоване населення становило 8 осіб. Основні галузі зайнятості: публічна адміністрація — 75,0 %, освіта, охорона здоров'я та соціальна допомога — 25,0 %.